# Scanlon (Minnesota)
Scanlon ist eine Kleinstadt (mit dem Status „City“) im Carlton County im Westen des US-amerikanischen Bundesstaates Minnesota. Das U.S. Census Bureau hat bei der Volkszählung 2020 eine Einwohnerzahl von 987 ermittelt.

## Geografie
Scanlon liegt am rechten Ufer des Saint Louis River und rund 20 km westlich der Grenze zu Wisconsin auf 46°42′24″ nördlicher Breite und 92°25′42″ westlicher Länge. Der Ort erstreckt sich über 2,18 km².
Benachbarte Orte von Scanlon sind Cloquet (das Scanlon im Norden, Westen und Südwesten umgibt), Esko (5,6 km östlich) und Carlton (5,4 km südlich).
Die nächstgelegenen größeren Städte sind Minneapolis (221 km südsüdwestlich), Minnesotas Hauptstadt Saint Paul (217 km in der gleichen Richtung), Eau Claire in Wisconsin (271 km südöstlich), Duluth am Oberen See (30 km nordöstlich), Thunder Bay in Kanada (334 km nordöstlich) und Fargo in North Dakota (373 km westlich).
Die Grenze zu Kanada befindet sich 257 km nördlich.

## Verkehr
Entlang des südlichen Ortsrandes verläuft die Interstate 35, die kürzeste Verbindung von den Twin Cities nach Duluth. Im Südosten des Stadtgebiets führt der County Highway 61 über eine Brücke über den Saint Louis River. Als Hauptstraße führt der Scanlon Way durch das Stadtgebiet. Alle weiteren Straßen sind untergeordnete und teils unbefestigte Fahrwege sowie innerörtliche Verbindungsstraßen.
Entlang des Saint Louis River verläuft eine Eisenbahnlinie der BNSF Railway durch Scanlon.
6,4 km westlich von Scanlon befindet sich der Cloquet Carlton County Airport. Der nächstgelegene Großflughafen ist der 228 km südsüdwestlich gelegene Minneapolis-Saint Paul International Airport.

## Demografische Daten
Nach der Volkszählung im Jahr 2010 lebten in Scanlon 991 Menschen in 426 Haushalten. Die Bevölkerungsdichte betrug 454,6 Einwohner pro Quadratkilometer. In den 426 Haushalten lebten statistisch je 2,3 Personen.
Ethnisch betrachtet setzte sich die Bevölkerung zusammen aus 92,1 Prozent Weißen, 0,4 Prozent Afroamerikanern, 3,3 Prozent amerikanischen Ureinwohnern, 1,1 Prozent Asiaten sowie 0,4 Prozent aus anderen ethnischen Gruppen; 2,6 Prozent stammten von zwei oder mehr Ethnien ab. Unabhängig von der ethnischen Zugehörigkeit waren 1,3 Prozent der Bevölkerung spanischer oder lateinamerikanischer Abstammung.
22,9 Prozent der Bevölkerung waren unter 18 Jahre alt, 54,9 Prozent waren zwischen 18 und 64 und 22,2 Prozent waren 65 Jahre oder älter. 51,3 Prozent der Bevölkerung war weiblich.

Das mittlere jährliche Einkommen eines Haushalts lag bei 42.198 USD. Das Pro-Kopf-Einkommen betrug 22.466 USD. 2,7 Prozent der Einwohner lebten unterhalb der Armutsgrenze.